# 小林定義
小林 定義（こばやし さだよし、1905年（明治38年）2月14日 - 1997年（平成9年）5月23日）は、 日本のフィールドホッケー選手、ホッケー指導者。

## 経歴
明治大学を卒業した。
1932年、日本のフィールドホッケーチームのメンバーとして1932年ロサンゼルスオリンピックに出場し、銀メダルを獲得した。バックとして2試合に出場した。また、1964年東京オリンピック日本選手団ホッケー監督を務めた。
明治大学ホッケー部監督を務めるとともに、全国を巡って高等学校にホッケー部を設けて指導を行うなど、ホッケー界の振興に尽力した。

## 受賞
- 朝日スポーツ賞（1979年）[2]